# Miscanthus fuscus
Miscanthus fuscus là một loài thực vật có hoa trong họ Hòa thảo. Loài này được (Roxb.) Benth. mô tả khoa học đầu tiên năm 1881.